# Juvenia
Juvenia est un fabricant de montres suisses de luxe situé à La Chaux-de-Fonds, en Suisse. C'est l'une des rares entreprises horlogères suisses à avoir fabriqué des montres sans interruption depuis sa création, en 1860. La marque appartient actuellement au groupe hongkongais Asia Commercial Holdings Ltd.

## Histoire
L'entreprise Juvenia a été fondée en 1860 par Jacques Didisheim-Goldschmidt à Saint-Imier, en Suisse. Quelques années plus tard, il déménaga à La Chaux-de-Fonds, afin d'y trouver de meilleures opportunités. Le fils de Jacques, Bernard, succéda plus tard à son père à la tête de l'entreprise.
Dans les années 1880, Juvenia a produit l'une des premières montres-bracelets pour femmes. En 1914, Juvenia fabrique, à l'époque, le plus petit mouvement construit sur un seul niveau.
En 1988, Juvenia a été rachetée par Asia Commercial Holdings Ltd. 